# V12

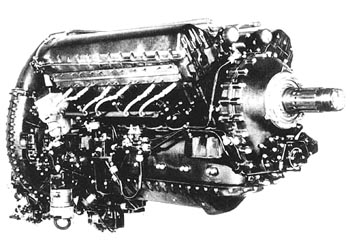
Rolls-Royce Merlin V12

V12 är en motorkonfiguration hos motorer i supersportbilar, större personbilar och äldre flygplan. Förekommer även i stridsvagnar, fartyg, diesellok, lastbilar och tunga entreprenadmaskiner.
En V12-motor har två cylinderbankar med sex cylindrar per bank. Dessa är vanligen vinklade från varandra med en vinkel på 60 grader. Ferrari använde dock 180-graders V12-motorer i flera av sina formel 1-bilar, bland annat i den framgångsrika 312T-serien fram till 1980. Denna utformning används även i flera av Ferraris kommersiella sportbilar.
- Wikimedia Commons har media som rör V12.